# Crazylegs
Crazylegs é um filme norte-americano de 1953, do gênero drama biográfico, dirigido por Francis D. Lyon com roteiro de Hall Bartlett inspirado na vida de Elroy "Crazylegs" Hirsch, jogador de futebol americano.

## Produção
Entre os colegas de profissão que aparecem no filme, todos contemporâneos do biografado, contam-se Bob Waterfield, Bob Kelley e Bill Brundage.
Crazylegs foi o único lançamento da Republic Pictures em 1953 a ser distinguido pela Academia, com uma indicação ao Oscar de Melhor Edição.

## Sinopse
A vida de Elroy Hirsch é contada a partir de seus dias numa escola do Wisconsin e, em seguida, na Universidade de Wisconsin, onde já se destacava no esporte. Depois do serviço militar, Elroy se profissionaliza e ganha o apelido de Crazylegs ("Pernas Loucas"), com o qual ficou conhecido. Uma lesão quase provoca o fim de sua carreira, mas, em um caso típico de superação pessoal, ele consegue um retorno triunfal.

## Prêmios e indicações
| Prêmio     | Categoria     | Recipiente                | Situação |
| ---------- | ------------- | ------------------------- | -------- |
| Oscar 1954 | Melhor edição | Irvine (Cotton) Warburton | Indicado |

## Elenco
| Ator/Atriz               | Personagem               |
| ------------------------ | ------------------------ |
| Elroy 'Crazylegs' Hirsch | Elroy 'Crazylegs' Hirsch |
| Lloyd Nolan              | Win Brockmeyer           |
| Joan Vohs                | Ruth Stahmer             |
| James Millican           | Treinador do L. A. Rams  |
| Bob Waterfield           | Bob Waterfield           |
| Bob Kelley               | Bob Kelley               |
| James Brown              | Bill                     |
| John Brown               | Keller                   |
| Norman Field             | Pai de Elroy             |
| Louise Lorimer           | Mãe de Elroy             |
| Joseph Crehan            | Hank Hatch               |
| Joel Marston             | Joey                     |
| Bill Brundige            | Bill Brundige            |
| Win Hirsch               | Win Hirsch               |
| Melvyn Arnold            | Melvyn Arnold            |